# Thiruneermalai
Thiruneermalai es una ciudad y nagar Panchayat situada en el distrito de Chengalpattu en el estado de Tamil Nadu (India). Su población es de 30702 habitantes (2011). Se encuentra a 20 km de Chennai y a 52 km de Kanchipuram. Forma parte del área metropolitana de Chennai.

## Demografía
Según el censo de 2011 la población de Thiruneermalai era de 30702 habitantes, de los cuales 15367 eran hombres y 15335 eran mujeres. Thiruneermalai tiene una tasa media de alfabetización del 90,50%, superior a la media estatal del 80,09%: la alfabetización masculina es del 93,85%, y la alfabetización femenina del 87,16%.